# 杨国旺
杨国旺（1963年12月24日—），云南祥云人，中华人民共和国教育工作者，现任中共祥云县第一中学党委书记、校长，享受国务院政府特殊津贴专家。

## 生平
1985年8月大学毕业后，在祥云二中任物理教师。1992年调入祥云四中，2003年9月任祥云县第四中学校长。2020年9月调任祥云县第一中学校长。
2007年，获“全国优秀教育工作者”称号；2015年4月，获“全国先进工作者”称号；2019年9月获颁庆祝中华人民共和国成立70周年纪念章；2021年6月，获“全国优秀党务工作者”称号。